# Jolly, clown da circo
Jolly, clown da circo è un film muto italiano del 1923 diretto da Mario Camerini.